# Слободан Никић
Слободан Никић (Зрењанин, 25. јануар 1983) је српски ватерполиста и освајач олимпијског злата 2016. Никић је најтрофејнији ватерполиста у историји светских првенстава, као и један од најтрофејнијих српских олимпијаца.

## Биографија
Слободан Никић рођен је у Зрењанину где је сањао да ће постати зубар. Отуда и одлука да упише средњу зуботехничку школу у родном граду, а упоредо је почео са ватерполо тренинзима. Ипак, након завршетка средње школе одлучио се за Пословни факултет.
Ожењен већ више од деценију Тианом са којом има двоје деце.

## Каријера
Свој пут ка најуспешнијем свих времена, Слободан Никић је започео 1998. у ватерполо клубу Партизан. У клубу је за пет година освојио Првенство и Куп СР Југославије у сезони 2001/2002. Услед финансијских проблема у Партизану, Никић и цела генерација играча били су присиљени да затраже нову средину и отишао је у Ниш. Одиграо једну сезону за истоимени клуб, након чега је одиграо и сезону у Јадрану из Херцег Новог. Са Новљанима је био шампион Првенства Србије и Црне Горе, као и освајач Купа. Каријеру је наставио у Олимпијакосу, 2005. године потписао је уговор на четири године. Иако је у првој сезони играо без трофеја, у наредне три Олимпијакос и Никић су били шампиони Првенства и Купа Грчке, након чега је уследио и растанак. Трофејни ватерполо клуб Про Реко заинтересовао се за Србина и 2009. потписали су уговор којим је наредне две године провео у Италији. Про Реко је тих година са Никићем и Удовичићем био незаустављив. Освојили су и Првенство и Куп Италије, али и Евролигу у сезони 2009/2010. Наредне сезоне су као победници Евролиге освојили и Суперкуп Европе. Камољи је био наредни клуб Никића на годину дана, а онда је четири године бранио боје Галатасараја са којим је наставио шампионски низ. За четири сезоне три пута су били прваци Турске. Из Турске Никић се сели у Мађарску, прво у Орвушегетем, затим је наступао за Ференцварош. Са екипом Ференцвароша постао је шампион Европе у сезони 2018/2019.
Након завршетка играчке сезоне 2019. године, Никић је потписао уговор са ВК Вашашем којег ће представљати као играч, али је у Ференцварошу остао као тренер за рад са центрима.
Слободан Никић је у мају 2020. саопштио да је завршио играчку каријеру и да наставља тренерски рад у Ференцварошу.

## Тренерска каријера
У јесен 2021, именован је за првог тренера Вашаша, с којим је 2023. освојио ЛЕН Куп Европе

## Репрезентација
Националном тиму се прикључио 2002. године, али дебитовао је на 2003. на Европском првенству у Крању, златом! Тако је пут најтрофејнијег ватерполисте започео европским, а завршио олимпијским златом. Од 2003. до 2016.на центарској позицији је учио од Злоковића, затим сазревао уз Пековића, да би сав свој раскош ватерполо игре показао у годинама када му је главни конкурент, али и саиграч био Душко Пијетловић (2009 – 2016). У б 13 више него успешних репрезентативних година пропустио је, због повреде, само Олимпијске игре 2008. и завршни турнир Светске лиге 2016. Телеграф: Без Мандића и Никића ватерполисти бране злато на финалном турниру Светске лиге

### Светска првенства
Када су у питању наступи на светским првенствима, Никић их је одиграо пет. Осим бронзе из Барселоне 2003, освојио је три злата (Монтреал 2005, Рим 2009, Казањ 2015). Освајањем шампионске титуле на Светском првенству у Казању 2015. постао је први светски ватерполиста са седам златних медаља са великих такмичења (Олимпијске игре, светска и континентална првенства). Никић је најтрофејнији ватерполиста на светским првенствима, као и један од најтрофејнијих српских олимпијаца.

### Европска првенства
На европским првенствима је играо седам пута. Први пут 2003. у Крању, а последњи у Београду 2016. године. Биланс успеха је пет злата, те по једно сребро (Малага 2008) и бронза (Загреб 2010). На Европском првенству 2014. у Будимпешти одиграо је 300. утакмицу за националну селекцију.

### Олимпијске игре
У својој каријери је три пута био учесник Олимпијских игара и сва три пута је освајао медаљу. На олимпијском дебију 2004. у Атини освојио је сребро. Због повреде га није било у Пекингу, али се вратио у Лондону 2012. и освојио бронзу. На последњим Олимпијским играма и уједно последњем такмичењу у каријери, у Рију 2016. освојио је злато. Поред златне медаље, Никић је на тим Играма уврштен у идеални тим.

### Светска лига и Светски куп
На завршном турниру Светске лиге учествовао је седам пута и са свих се вратио са златом. Први пут је играо у Берлину 2007, а затим у Ђенови годину дана касније. Пред домаћом публиком у Нишу су славили 2010, те у Фиренци 2011. Након паузе у 2012, вратили су се на трон у Чељабинском 2013. Победнички низ настављен је и у Дубаију 2014. Последњи турнир Светске лиге играо је 2015. у Бергаму и опет освојио трофеј.
Када је Светски куп у питању, Никић је играо два. Први пут у Будимпешти 2006, а онда и у Орадеи 2010. И ту има стопостотан учинак када је злато у питању.

### Остала такмичења
На Медитеранским играма 2009. Никић је као део тима Србије освојио златну медаљу
Поред сениорских, Слободан Никић је освајао медаље и у јуниорским категоријама. Са јуниорском репрезентацијом Југославије освојио је Европско првенство 2000. у Ленену и 2002. у Барију.

## Опроштајна утакмица
Опроштај Слободана Никића и Живка Гоцића од репрезентације Србије обележен је 23. децембра 2016. године. У хуманитарној утакмици учествовао је тим Србије који је освојио злато у Рију и тим света састављен од њихових саиграча и ривала кроз године такмичења. https://sport.blic.rs/ostali-sportovi/sportovi-na-vodi/spektakl-na-tasu-ovako-je-protekao-oprostaj-gocica-i-nikica-od-reprezentacije-srbije/98nzjzy
https://hotsport.rs/2016/12/23/vaterpolo-praznik-majstori-okacili-kapice-o-klin-foto/
И та утакмица била је прилика да Никић прикаже још мало талента и постигао гол ногом у базену. https://www.telegraf.rs/sport/2528581-ovakvo-izvodjenje-peterca-nikad-nije-vidjeno-na-vaterpolu-nikiceva-majstorija-koja-ce-uci-u-istoriju-video/

## Признања и награде
- Слободан Никић је Амбасадор Фондације „Тијана Јурић”.[11]
- Добитник је Мајске награде 2016. године[12][13]
- Националну пензију за све успехе добио је 2019. године2018[14]
- Клуб малог фудбала Бањица га је именовао за почасног председника 2019. године[15]

## Клупски трофеји
- Евролига 2009/10. -  Шампион са Про Реком
- Суперкуп Европе 2010/11. - Победник са Про Реком
- Првенство СР Југославије 2001/02. -  Шампион са Партизаном
- Куп СР Југославије 2001/02. - Победник са Партизаном
- Првенство Србије и Црне Горе 2004/05. -  Шампион са Јадраном
- Куп Србије и Црне Горе 2004/05. - Победник са Јадраном
- Првенство Грчке 2006/07, 2007/08. и 2008/09. -  Шампион са Олимпијакосом
- Куп Грчке 2005/06, 2006/07, 2007/08. и 2008/09. - Победник са Олимпијакосом
- Првенство Италије 2009/10. и 2010/11. -  Шампион са Про Реком
- Куп Италије 2009/10. и 2010/11. - Победник са Про Реком
- Првенство Турске 2012/13, 2013/14. и 2014/15. -  Шампион са Галатасарајeм
- Лига шампиона 2018/2019 – Победник са Ференцварошем
- Првенство Мађарске 2017/2018, 2018/2019 – Шампион са Ференцварошем
- Куп Мађарске 2017/2018 - Победник са Ференцварошем
- Куп Европе 2017. и 2018 - Победник са Ференцварошем